# Aleksi Saarela
Aleksi Saarela, född 7 januari 1997, är en finländsk professionell ishockeyforward som är kontrakterad till Chicago Blackhawks i NHL och spelar för deras farmarlag Rockford IceHogs i AHL.
Han har tidigare spelat på NHL-nivå för Carolina Hurricanes och på lägre nivåer för Charlotte Checkers i AHL samt Lukko och Ässät i Liiga.

## Klubblagskarriär

### NHL

#### New York Rangers
Saarela draftades av New York Rangers i tredje rundan i 2015 års draft som 89:e spelare totalt.

#### Carolina Hurricanes
Den 28 februari 2016 tradades han till Carolina Hurricanes tillsammans med ett val i andra rundan i NHL-draften 2016 (som senare tradades till Chicago Blackhawks och blev Artur Kayumov) och ett val i andra rundan i NHL-draften 2017 (Luke Martin), i utbyte mot Eric Staal.
Saarela vann Calder Cup med Carolinas farmarlag Charlotte Checkers 2019.

#### Chicago Blackhawks
Saarela tradades den 24 juni 2019 till Chicago Blackhawks tillsammans med Calvin de Haan, i utbyte mot Gustav Forsling och Anton Forsberg.

## Privatliv
Aleksi Saarela är son till Pasi Saarela, som spelade över 700 matcher i Liiga, och äldre bror till Antti Saarela, som spelar för Ilves.

## Statistik
| 2012–2013    | Lukko               | Liiga        | 3   | 1  | 1  | 2   | 0  | —  | — | — | —  | — |
| 2013–2014    | Lukko               | Liiga        | 12  | 0  | 2  | 2   | 2  | —  | — | — | —  | — |
| 2014–2015    | Ässät               | Liiga        | 51  | 6  | 6  | 12  | 18 | 2  | 0 | 0 | 0  | 0 |
| 2015–2016    | Ässät               | Liiga        | 51  | 20 | 13 | 33  | 14 | —  | — | — | —  | — |
| 2016–2017    | Lukko               | Liiga        | 49  | 15 | 13 | 28  | 10 | —  | — | — | —  | — |
|              | Charlotte Checkers  | AHL          | 9   | 6  | 4  | 10  | 2  | 5  | 0 | 0 | 0  | 2 |
| 2017–2018    | Charlotte Checkers  | AHL          | 69  | 25 | 18 | 43  | 8  | 8  | 2 | 1 | 3  | 2 |
| 2018–2019    | Carolina Hurricanes | NHL          | —   | —  | —  | —   | —  | 1  | 0 | 0 | 0  | 0 |
|              | Charlotte Checkers  | AHL          | 69  | 30 | 24 | 54  | 12 | 17 | 7 | 8 | 15 | 4 |
| NHL totalt   | NHL totalt          | NHL totalt   | —   | —  | —  | —   | —  | 1  | 0 | 0 | 0  | 0 |
| AHL totalt   | AHL totalt          | AHL totalt   | 147 | 61 | 46 | 107 | 22 | 30 | 9 | 9 | 18 | 8 |
| Liiga totalt | Liiga totalt        | Liiga totalt | 166 | 42 | 35 | 77  | 44 | 2  | 0 | 0 | 0  | 0 |

### Internationellt
| Källa: Uppdaterad: 2019-05-29 | Källa: Uppdaterad: 2019-05-29 | Källa: Uppdaterad: 2019-05-29 |         | Utv = Utvisningsminuter | Utv = Utvisningsminuter | Utv = Utvisningsminuter | Utv = Utvisningsminuter | Utv = Utvisningsminuter |
| År                            | Lag                           | Mästerskap                    | Matcher | Mål                     | Assists                 | Poäng                   | Utv                     |                         |
| ----------------------------- | ----------------------------- | ----------------------------- | ------- | ----------------------- | ----------------------- | ----------------------- | ----------------------- | ----------------------- |
| 2014                          | Finland                       | U18-VM                        | 2       | 1                       | 0                       | 1                       | 0                       |                         |
| 2015                          | Finland                       | U18-VM                        | 7       | 3                       | 5                       | 8                       | 6                       |                         |
| 2016                          | Finland                       | JVM                           | 7       | 4                       | 3                       | 7                       | 4                       |                         |
| Junior totalt                 | Junior totalt                 | Junior totalt                 | 16      | 8                       | 8                       | 16                      | 10                      |                         |